# Бобда
Бобда (рум. Bobda) — село у повіті Тіміш в Румунії. Входить до складу комуни Ченей.
Село розташоване на відстані 429 км на захід від Бухареста, 22 км на захід від Тімішоари.

## Населення
За даними перепису населення 2002 року у селі проживали 855 осіб.
Національний склад населення села:
| Національність | Кількість осіб | Відсоток |
| -------------- | -------------- | -------- |
| румуни         | 824            | 96,4%    |
| угорці         | 11             | 1,3%     |
| цигани         | 10             | 1,2%     |
| німці          | 9              | 1,1%     |

Рідною мовою назвали:
| Мова      | Кількість осіб | Відсоток |
| --------- | -------------- | -------- |
| румунська | 833            | 97,4%    |
| циганська | 10             | 1,2%     |
| угорська  | 6              | 0,7%     |
| німецька  | 6              | 0,7%     |